# Міжнародний статистичний інститут
Міжнародний статистичний інститут (МСІ) (англ. International Statistical Institute) — є професійним об'єднанням статистиків яке займається розвитком і удосконаленням статистичних методів і їх вживанням в різних галузях науки.
Заснований в 1885. Перша сесія відбулася в Римі у 1887. Організаційна робота Статистичного інституту виконується Постійним бюро, яке розташоване в Гаазі. Кожні 2 роки Статистичний інститут проводить сесії, на яких заслуховують і обговорюються наукові повідомлення по проблемах різних галузей статистики.
Матеріали сесій Статистичного інституту друкуються в «Бюлетенях інституту». Статті по окремих проблемах статистики і поточна інформація про наукове життя публікуються в журналі «Міжнародний статистичний огляд» (англ. «International statistical review», з 1933). До Першої світової війни Статистичний інститут був центром, міжнародної статистики, займався збором і обробкою статистичних даних окремих країн, готував рекомендації по порівнянності даних. У 1919 — 33 він здійснював цю діяльність паралельно з органами Ліги Націй. Із створенням статистичного апарату ООН Статистичний інститут повністю перемкнувся на питання статистичної теорії і методології. Інститут готує кадри статистів для країн, що розвиваються.

## Цілі
- посилення підтримки міжнародного статистичного співтовариства;
- пропаганда і поширення наукових досліджень і передового досвіду у статистичній науці;
- заохочування і поширювання результатів досліджень та передового досвіду у всіх формах освітньої статистики;
- підвищення відповідної ролі МСІ у підвищенні обізнаності громадськості про належну статистичну практики та її значення для суспільства, а також у підтримці передової практики;
- посилення підтримки МСІ для статистичного співтовариства в країнах, що розвиваються;
- розширити діапазон областей застосування, в яких МСІ вносить гідний вклад; — визначити і ввести конструктивну роль в ISI в підтримці розвитку молодих статистиків, і заохочення в постійній участі старших членів;
- Зміцнити фінансову основу МСІ та всіх його організацій.

## Місія
- сприяння взаєморозумінню, розвитку передової практики в галузі статистики в усьому світі.
- сприяння передовому досвіду в області статистичних досліджень і підготовки наукових кадрів;
- сприяння передового досвіду в галузі статистичної освіти;
- сприяння передового досвіду в реалізації практики статистики;
- підтримка міжнародної статистичної спільноти в галузі сприяння створенню та обслуговуванню надійних статистичних установ;
- сприяння співпраці між різними групами членів МСІ та серед статистичних товариств, інших національних і міжнародних статистичних організацій, що мають інтереси;
- забезпечення координації послуг
- просування професійних стандартів, інформаційно-пропагандистських програм, а також належність до інших міжнародних органів;
- постійний розвиток і розробка нових ініціатив, спрямованих на підтримку керівництвом розвитку дисципліни в мінливих умовах.

Стратегічні плани розробляються кожні кілька років Виконавчим комітетом МСІ в консультації з Радою. Вони зосереджені на довгострокові цілі МСІ і на те, як реалізувати ці цілі.
Крім цього МСІ проводить короткі курси, що дозволяють інформувати та детальніше вивчати показники різноманітних наукових досліджень.